# Archiv für Schweizer Landschaftsarchitektur
Das Archiv für Schweizer Landschaftsarchitektur (ASLA) besteht seit 1982 und befindet sich an der OST-Ostschweizer Fachhochschule in Rapperswil SG. Es wird von der OST und der Stiftung für Schweizerische Landschaftsarchitektur (SLA) unter der Leitung von Hansjörg Gadient getragen. Seit 2020 verfügt das Archiv für Schweizer Landschaftsarchitektur über eine Online-Datenbank, die unter Ausschluss von Personendaten öffentlich zugänglich ist.

## Bestände
ASLA bewahrt zahlreiche Vor- und Nachlässe von Landschaftsarchitektinnen und -architekten der Schweiz. Insgesamt spiegeln die vorhandenen Dokumente die Entwicklung der schweizerischen Gartenkultur von der Mitte des 19. Jahrhunderts bis in die 1990er Jahre wider. Die Unterlagen der renommierten Gartenbaufirma Mertens zählen ebenso dazu, wie die des avantgardistisch arbeitenden Ernst Cramers. 2015 kamen zudem im Nachlass von Walter Leder rund 350 Pläne des bedeutenden deutschen Gartenarchitekten Leberecht Migge zum Vorschein. Neben Plänen, Fotografien, historischen Handschriften und Dokumenten zählt auch eine wertvolle Sammlung von Druckwerken und Büchern zum Bestand. Das ASLA verfügt zusätzlich zu den Plandokumenten der verschiedenen Landschaftsarchitekten auch über Projektfotos, Dias, Handschriften.
Heute umfasst das Archiv ca. 100.000 handgezeichnete Pläne, ca. 30.000 Glasdias, Kleinbilddias, Negative, Papierabzüge, ca. 6.000 Postkarten, sowie Modelle, Tonträger und Videos und neben Manuskripten und Dokumenten eine Bibliothek von 14 000 Titeln.

## Vor- und Nachlässe
- Jürg Altherr, Zürich, 1944–2018
- Richard Arioli, Basel, 1905–1994
- Atelier Stern und Partner ASP, Zürich
- Hans Jakob Barth, Riehen, 1925–1984
- Albert Baumann, Oeschberg, 1891–1976
- Ernst Baumann, Thalwil, 1907–1992
- Walter Bischoff, Renens, *1926
- Erwin Bolli, Schaffhausen, 1922–1972
- Helmut Bournot, Rapperswil, 1925–1980
- Henry Correvon, Genf, 1854–1939 (EPFL)
- Ernst Cramer, Zürich, 1898–1980
- Fritz Dové, Luzern, 1932–2019
- Verena Dubach, Kolding, 1927–2002
- Gerwin Engel, Zürich, *1943
- Adolf Engler, Basel, 1904–1987
- Christofer B. Eriksson, Zürich, * 1939
- Andreas Erni, Zürich, *1946
- Walter Frischknecht, Zürich, 1927–2012
- Gartenbauschule Niederlenz
- Hans Graf sen., Bolligen, 1919–2014
- Wolf Hunziker, Reinach, 1927–2014
- Arthur Kehl, Trogen, 1915–2007
- Fredy Klauser, Rorschach, 1921–2007
- Fritz Klauser, Rorschach, 1885–1950
- Ernst Klingelfuss, Zürich, 1878–1938
- Charles Lardet, Genève, 1891–1955
- José Lardet, Lausanne, 1933–2013
- Walter Leder, Zürich, 1892–1985
- Niklaus Leder, Zürich, 1923–1999
- Heini Paul Mathys, Kehrsatz, 1917–2000
- Ernst Meili, Winterthur, 1920–1979
- Evariste Mertens, Zürich, 1846–1907
- Walter Mertens, Zürich, 1885–1943
- Oskar Mertens, Zürich, 1887–1976
- Leberecht Migge, Worpswede, 1881–1935
- Reinhard Möhrle, Stallikon-Sellenbühren, 1928–2012
- Josef Nauer, Freienbach, 1906–1987
- Willi Neukom, Zürich, 1917–1983
- Walther Nossek, Troinex, * 1939
- Hans Nussbaumer, Zürich, 1913–1992
- Werner Rüeger, Winterthur, *1942
- Johannes Schweizer, Glarus, 1901–1983
- Erwin Schwilch, Sursee, * 1934
- Jouke Seffinga, Jona, * 1916–2006
- André Seippel, Wettingen, *1957
- Josef A. Seleger, Hausen a. Albis, 1926–2011
- Emil Steiner, Langendorf,  1922–2018
- Andres Sulzer, Teufen, 1920–2016
- Adolf Vivell, Olten, 1878–1959
- Emil Wyss, Zuchwil, 1883–1968
- Wyss Samen und Pflanzen, Zuchwil
- Paul Zülli, St. Gallen, 1912–2001
- Adolf Zürcher, Zug, 1934–2000
- Albert Zulauf, Wettingen, 1923–2021

## Preise
- 1998: Schulthess Gartenpreis des Schweizer Heimatschutzes (Stiftungspräsident: Peter Paul Stöckli)[4]

## Publikationen
- Hansjörg Gadient, Sophie von Schwerin, Simon Orga. Migge – The Original Landscape Designs, Die originalen Gartenpläne 1910–1920. Berlin: Birkhäuser 2019. ISBN 978-3-0356-1359-9